# 林锡兵
林锡兵（1881年—1931年2月），浙江玉环芦浦镇大沙村人，中国共产党人物、烈士。

## 生平
早年以行医为业，擅长骨伤外科。1929年6月，受温岭坞根农民武装运动影响，经蔡育土介绍加入中国共产党，任中共大小沙头支部负责人，并组织游击队发展运动，配合中国工农红军第十三军二团开展武装斗争，救治游击队伤病员。1930年，宁绍温台四属剿匪指挥部调集浙江保安三、四、五团和各县军警及地方保卫团万余人，加紧对浙南红十三军主力和游击队进行全面围剿。1931年，林锡兵被国军逮捕并被严刑拷打（与他同时被捕的有尖山陈小宏）。随后次日凌晨，他在芦浦尖山采桑岭脚被枪杀后砍首示众，后葬于芦浦大沙。1987年2月，经浙江省人民政府批准，追认为革命烈士。